# تام اشلی
تام اشلی (انگلیسی: Tom Ashley؛ زادهٔ ۱۱ فوریهٔ ۱۹۸۴) قایقران بادبانی اهل نیوزیلند است.
وی در مسابقات کشوری و بین‌المللی در مجموع برندهٔ ۱ مدال طلا شده‌است.